# Відділення № 5 радгоспу Російський
Відділення № 5 радгоспу Російський (рос. Отделение № 5 совхоза Российский) — населений пункт у Мар'яновському районі Омської області Російської Федерації.
Належить до муніципального утворення Москаленське сільське поселення. Населення становить 196 осіб.

## Історія
Згідно із законом від 30 липня 2004 року органом місцевого самоврядування є Москаленське сільське поселення.

## Населення
| 2010 |
| ---- |
| 196  |